# Raymond Albaladejo
Pour les articles homonymes, voir Albaladejo (homonymie).
Pas d'image ? Cliquez ici

a Compétitions nationales et continentales officielles uniquement.

Dernière mise à jour le 3 avril 2015.
Raymond Albaladejo, né le 17 octobre 1932 à Saint-Martin-d'Arrossa (Pyrénées-Atlantiques) et mort le 10 septembre 1964 dans un accident de la route à Lesperon, est un joueur français de rugby à XV, qui évolue avec l'US Dax au poste d'ailier.

## Biographie

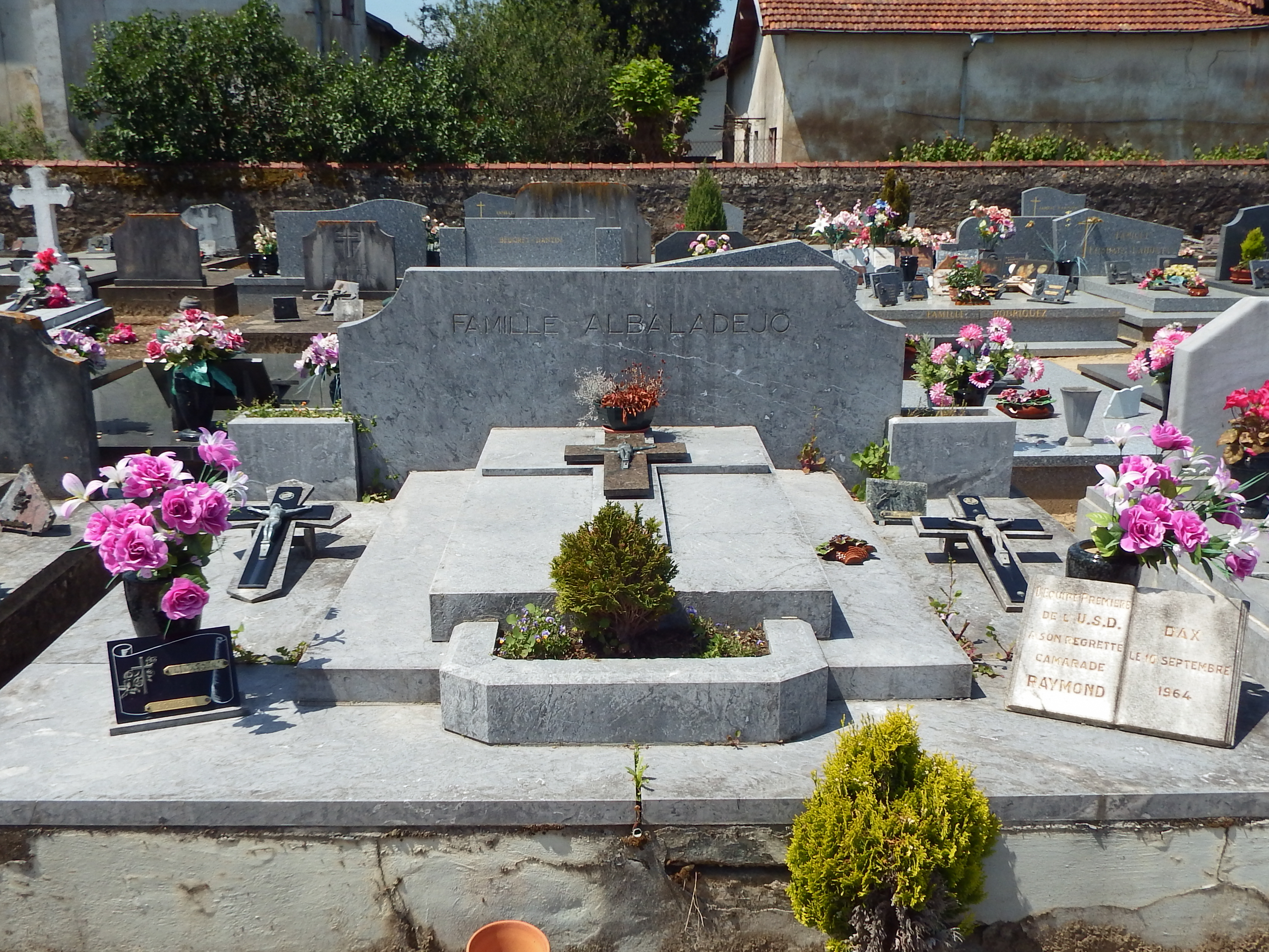
Tombe de Raymond Albaladejo au cimetière Saint-Vincent de Dax.

Raymond Albaladejo est le frère de Pierre Albaladejo avec qui il joue au rugby à XV au haut niveau, au sein de l'US Dax.

### Mort et hommages
Le 10 septembre 1964, sur le chemin du retour vers Dax à l'issue d'un match amical à Bordeaux contre le Club athlétique béglais, il trouve la mort aux environs de Lesperon dans un accident de la route en compagnie de ses coéquipiers Jean Othats et Émile Carrère, à la suite d'un accrochage avec un camion, envoyant le véhicule des trois joueurs s'écraser dans un arbre en bordure de route,.
En mémoire de ces disparitions, l'abbé Michel Devert transforme un bâtiment du patrimoine ecclésiastique en la Chapelle Notre-Dame-du-Rugby (située sur la commune de Larrivière-Saint-Savin (Landes) entre Mont-de-Marsan et Aire-sur-l'Adour,).
Albaladejo est inhumé dans le caveau familial du cimetière Saint-Vincent de Dax.

## Palmarès
Avec l'US Dax
- Championnat de France :
  - Vice-champion (3) : 1956, 1961 et 1963.
- Challenge Yves du Manoir :
  - Vainqueur (2) : 1957 et 1959.